# Cronulla
Cronulla è un sobborgo costiero di Sydney nello Stato del Nuovo Galles del Sud in Australia. La località offre numerose spiagge frequentate da bagnanti e surfisti, attraendo così sia turisti che residenti della Grande Sydney. Situata a 26 km a sud del centro di Sydney, Cronulla fa parte della zona di governo locale della contea di Sutherland. Al censimento del 2016 Cronulla contava 18 070 abitanti.

## Geografia fisica
Cronulla è situata su una penisola delimitata a nord dalla Botany Bay, a est dalla Bate Bay, a sud da Port Hacking e a ovest dalla Gunnamatta Bay.

## Storia
Cronulla è stata teatro, nel 2005, di disordini di massa e di confronti violenti. Questi disordini continuarono per una serie di giorni andando poi ad interessare anche altre aree di Sydney.